# Smallworld GIS
Das Smallworld Geoinformationssystem ist ein Geoinformationssystem, ein Datenbanksystem zur Verwaltung von geografischen und topologischen Informationen.

## Hintergrund
Das Smallworld GIS basiert auf einem 1989 von Richard ‚Dick’ Newell verfassten Papier, in dem er zehn Herausforderungen nennt, die ein Geoinformationssystem seiner Meinung nach meistern müsste:
- Erfassung der Topologie
- Verarbeitung großer Datenmengen
- Blattschnittlose Datenhaltung
- Einbindung externer Datenbanken
- Versionsverwaltung
- Hybride Verarbeitung von Raster- und Vektordaten
- Robuste Flächenverschneidung
- Unterstützung sehr großer Polygone
- Mehrsprachenfähigkeit
- Räumliche Abfragesprache.

Das Smallworld GIS wurde auf Basis dieser Anforderungen mithilfe objektorientierter Methoden und Sprachen entwickelt und 1990 um die objektorientierte Programmiersprache Magik ergänzt, welche mittlerweile in der Version 4.3 vorliegt. Mit der Einführung von Smallworld 5 im Jahr 2016 laufen nun alle Applikationen in der Java-Laufzeitumgebung, unter Verwendung des gleichen Magik Codes wie in Smallworld 4.3. Die 64bit-Java-Virtual-Machine unterstützt die Entwicklung sowohl in der Programmiersprache Java als auch in Magik.
Das Smallworld GIS verfügt seit 1993 über ein CASE-Werkzeug zur automatisierten Erstellung von GIS-Datenmodellen, seit 1995 werden neben Unix- auch Windows-Plattformen unterstützt, seit 1996 existieren zertifizierte SAP-Schnittstellen und seit 1998 wird die raumbezogene Datenhaltung unter Oracle Spatial (damals noch SC) unterstützt. Das System wurde 1999 unter Linux lauffähig, stellt seit 2001 Implementierungen von OGC-Spezifikationen bereit (z. B. WMS), verwendet in der aktuellen Version Smallworld 4 Plug-in-Architekturen und wird aktuell auf der Basis von XML konfiguriert.

### Das Smallworld-Real-Welt-Konzept
Die Kernidee des Smallworld GIS bildet das Konzept der „Real-Welt-Objekte“, kurz RWO.
Hierunter wird die Modellierung je nach Problemstellung unterschiedlich abstrahierter Abbilder der realen Welt durch die Kombination der enthaltenen Daten, der zugrunde liegenden Datenmodelle und der Anwendungslogik verstanden.
Ein RWO unterscheidet nicht zwischen den Datentypen, welche die einzelnen Attribute eines Objektes haben, seien es alphanumerische, Vektor- oder Raster-Daten. Ebenso fließen in die RWO-Modellierung die Beziehungen der Objekte untereinander mit ein. Durch die Kapselung der Daten, die nur einen definierten Zugriff über publizierte Methoden erlaubt, wird die Datenintegrität gesichert.
Neben der eindeutigen Identität besitzt jedes RWO zudem ein spezifisches Verhalten, das es auf äußere Ereignisse im Fachkontext reagieren lässt. So können ungewollte Aktionen z. B. durch das Objekt selbst blockiert, oder direkt Folgeaktionen bei anderen Objekten angestoßen werden.
Die Definition der Real-Welt-Objekte wird durch das Smallworld CASE-Tool unterstützt. Mit dem CASE-Tool definierte Datenmodelle lassen sich automatisiert erzeugen. Mithilfe der hierbei generierten Metadaten und des vererbten Standardverhaltens stehen alle zum Anlegen, Ändern, Suchen und Darstellen der Objekte benötigten Funktionen direkt, ohne Programmierarbeiten, zur Verfügung.
Ein RWO wird unabhängig von seiner Darstellung erfasst. Somit können sich die Objekte je nach Betrachtungssicht und Aufgabenstellung vollständig unterschiedlich darstellen. Es erfolgt also keine feste Zuordnung der Objekte zu Layern, sondern der Benutzer kann die Zusammenstellung der Objekte zu relevanten Themen, die Steuerung ihrer Sichtbarkeit, Präsentation, Darstellungsreihenfolge, Selektierbarkeit etc. frei wählen.

### Die Smallworld Core Technology
Smallworld GIS bietet eine Kerntechnologie an, die sog. Core Spatial Technology. Darauf aufbauend gibt es verschiedene Anwendungen, mit der sich verschiedenste Prozesse in unterschiedlichen Branchen bearbeiten lassen. Diese Applikationen heißen Fachschalen. Sie werden u. a. von Stromanbietern, Pipelinebetreibern (Öl und Gas) oder auch Gas-Verteilnetzbetreibern (z. B. Stadtwerken) verwendet. Smallworld GIS basiert auf einem Partnersystem. GE Energy stellt die Basistechnologie zur Verfügung, während IT-Partner mit umfangreicher GIS-Erfahrung die Entwicklung der Fachschalen und weiterer Anwendungen vorantreiben.